# 平山族
平山族小行星是一些軌道要素相似的小行星，包括半長軸、扁率、和傾角，家族的成員被認為是以前的小行星碰撞後的碎片。 
更確實的說，家族和成員的認定是依據分析所謂的固有軌道要素，而不是在數萬年的歲月中已經發生變動，現在的有共同點的軌道要素。固有軌道要素是歷經數千萬年歲月仍然幾乎是固定不變的運動常數。 

## 來源
日本的天文學家 平山清次 (Kiyotsugu Hirayama ，1874-1943)在1918年率先提出這個小行星家族的固有軌道要元素估算值，
並且首先確認了其中的一些小行星。 （页面存档备份，存于）.
平山清次最初辨識出鴉女星族、曙神星族、和司理星族，稍後還辨識出花神星族和瑪麗亞族。
一些小行星的族群可以點選此處。